# ナーセル・アル＝オムラーン
ナーセル・アル＝オムラーン（アラビア語: ناصر العمران、Nasser Al Omran、1997年7月13日-）はサウジアラビアのプロサッカー選手。サウジ・プロフェッショナルリーグのアブハー・クラブ所属、ポジションはMF。U-23サッカーサウジアラビア代表。

## 経歴

### 代表
2018年のアジア大会に出場。
AFC U-23選手権2020では、同年の東京五輪出場権のかかった準決勝ウズベキスタン戦に途中出場し決勝点となる先制ゴールを決め、サウジアラビアに1996年以来となる五輪出場権をもたらした。